# Everybody's Changing
"Everbody's Changing" é uma canção da banda britânica de rock Keane, parte do álbum Hopes and Fears (2004). Escrita por todos os seus integrantes, tornou-se um dos principais sucessos do grupo.
Lançado como single pelo selo Fierce Panda em maio de 2003, a canção alcançou a posição 122 nas paradas britânicas. Em 2004, foi relançada pela Island e chegou a quarta posição nas paradas de single do país. Em 2006, uma lista do The Sun classificou-a como a 76ª melhor canção de todos os tempos.

## Lista de faixas
| Fierce Panda CD single Número: NING133CD |                        |         |  |
| N.º                                      | Título                 | Duração |  |
| 1.                                       | "Everybody's Changing" | 3:33    |  |
| 2.                                       | "Bedshaped"            | 4:38    |  |
| 3.                                       | "The Way You Want It"  | 3:16    |  |

| Island CD single Número: CID855 |                                |         |  |
| N.º                             | Título                         | Duração |  |
| 1.                              | "Everybody's Changing"         | 3:35    |  |
| 2.                              | "To the End of the Earth"      |         |  |
| 3.                              | "Fly to Me"                    | 5:32    |  |
| 4.                              | "Everybody's Changing - Video" |         |  |

| UK 7" vinyl Número: IS855, RU 3" CD Número: CIDP855, holandês CD single |                        |         |  |
| N.º                                                                     | Título                 | Duração |  |
| 1.                                                                      | "Everybody's Changing" | 3:35    |  |
| 2.                                                                      | "Fly To Me"            | 5:32    |  |

| Francês CD single |                          |         |  |
| N.º               | Título                   | Duração |  |
| 1.                | "Everybody's Changing"   | 3:35    |  |
| 2.                | "Somewhere Only We Know" |         |  |

## Paradas e posições
| País/Parada (2004–06)                              | Melhor posição |
| -------------------------------------------------- | -------------- |
| Austrália (ARIA)                                   | 85             |
| Bélgica (Ultratip Bubbling Under de Flandres)      | 2              |
| Bélgica (Ultratop 50 da Valônia)                   | 20             |
| Dinamarca (Hitlisten)                              | 7              |
| Europa (Eurochart Hot 100)                         | 14             |
| França (SNEP)                                      | 10             |
| Alemanha (Offizielle Deutsche Charts)              | 60             |
| Grécia (IFPI)                                      | 11             |
| Irlanda (IRMA)                                     | 27             |
| Itália (FIMI)                                      | 2              |
| Países Baixos (Dutch Top 40)                       | 18             |
| Países Baixos (Single Top 100)                     | 20             |
| Nova Zelândia (Recorded Music NZ)                  | 28             |
| Noruega (VG-lista)                                 | 18             |
| Escócia (Scottish Singles Chart)                   | 2              |
| Suécia (Sverigetopplistan)                         | 35             |
| Suíça (Schweizer Hitparade)                        | 24             |
| Reino Unido (UK Singles Chart)                     | 4              |
| Estados Unidos (Billboard Adult Alternative Songs) | 6              |
| Estados Unidos (Billboard Adult Top 40)            | 33             |
| País/Parada (2022)                                 | Melhor posição |
| Romênia (Airplay 100)                              | 1              |